# Lupu Pick
Pour les articles homonymes, voir Pick.
Lupu Pick, né le 2 janvier 1886 à Iași (Roumanie) et mort le 7 mars 1931 à Berlin (Allemagne), est un acteur, réalisateur, scénariste et producteur allemand.

## Biographie
D'origine autrichienne par son père et roumaine par sa mère, il a commencé une carrière d’acteur de théâtre à Hambourg, Flensbourg et Berlin, avant de se lancer dans le cinéma en 1910. Il a joué notamment sous la direction de Gerhard Lamprecht, Richard Oswald, Fritz Lang et dans ses propres films. 
En 1917, il fonde sa société de production, Rex-Film, et réalise son premier film. Animé par un engagement social, il plaide, en 1919, contre la peine de mort, dans son film Miséricordia. 
Avec son ami et collaborateur, le scénariste Carl Mayer, il se tourne vers le Kammerspiel film et crée avec Le Rail (1921) et La Nuit de la Saint-Sylvestre (1924) deux œuvres exemplaires. Son dernier film muet en 1929, La Fin de Napoléon à Sainte-Hélène ou Sainte-Hélène (Napoleon auf St. Helena), est un film psychologique autant qu'historique adapté d'un scénario d'Abel Gance. Après cela Lupu Pick tourne, avec les Comedian Harmonists, son unique film sonore, en deux versions, l'une française, Les Quatre Vagabonds, et l'autre allemande, Gassenhauer. 
Il meurt en 1931, sans doute d'un suicide par empoisonnement. Son épouse, l'actrice Edith Posca (de), est morte quatre mois après lui.

## Filmographie

### Comme acteur
- 1910 : Japanisches Opfer : Baron Kamaishi
- 1914 : Die Pagode
- 1914 : Die geheimnisvolle Villa (série Stuart Webbs)
- 1915 : Und wandern sollst Du ruhelos
- 1915 : Satan Opium
- 1915 : Schlemihl : Moritz
- 1915 : Auf der Alm, da gibt's ka Sünd : Seppl
- 1916 : Nuit d'horreur (Nächt des Grauens)
- 1916 : Homunculus, 4. Teil - Die Rache des Homunculus
- 1916 : Die grüne Phiole
- 1916 : Contes d’Hoffmann (Hoffmanns Erzählungen) : Spalanzani
- 1916 : Homunculus (Homunculus, 1. Teil)
- 1916 : Die Rache der Toten
- 1916 : Das unheimliche Haus : Junger Mann
- 1916 : Der chinesische Götze - Das unheimliche Haus, 3. Teil : Wu, ein chinesischer Diener
- 1916 : Freitag, der 13. - Das unheimliche Haus, 2. Teil
- 1917 : Lehrer Matthiesen : Merten, Rektor
- 1917 : Die Claudi vom Geiserhof
- 1917 : Der Tod des Baumeisters Olsen : Diener
- 1917 : Der Fall Routt...!
- 1917 : Der Fall Dombronowska...!
- 1917 : Das Opfer der Yella Rogesius
- 1917 : Das Geschäft : Sekretär bei Gerdes
- 1917 : Das Geheimnis der Briefmarke
- 1917 : Aus Liebe gefehlt
- 1917 : Que la lumière soit (Es werde Licht!) (1re partie) de Richard Oswald : Dr Franzius, annoncierender Arzt
- 1917 : Des Goldes Fluch : Alter Wucherer
- 1917 : Frank Hansens Glück
- 1917 : Das Bildnis des Dorian Gray : Dorians Kammerdiener
- 1917 : Der Schloßherr von Hohenstein
- 1917 : Der Fremde d'Otto Rippert
- 1917 : Höhenluft : Von Melbitz
- 1917 : Edelweiß
- 1918 : Que la lumière soit (Es werde Licht!) (3e partie) de Richard Oswald
- 1918 : Die zweite Frau
- 1918 : Die Serenyi
- 1918 : Die Rothenburger
- 1919 : Mister Wu (Mr. Wu)
- 1920 : Tötet nicht mehr
- 1920 : Niemand weiß es : Richter
- 1920 : Der verbotene Weg : Amtsmann
- 1921 : Der Dummkopf : Dr Thilenius
- 1921 : Le Rail (Scherben) : Reisender
- 1922 : Aus den Erinnerungen eines Frauenarztes - 1. Fliehende Schatten
- 1922 : Aus den Erinnerungen eines Frauenarztes - 2. Lüge und Wahrheit
- 1922 : Zum Paradies der Damen
- 1926 : Le Dernier Fiacre de Berlin (Die letzte Droschke von Berlin) : Gottlieb Lüdecke
- 1926 : Der Feldherrnhügel
- 1928 : Les Espions (Spione) : Doctor Matsumoto

### Comme réalisateur
- 1918 : Die Liebe des Van Royk
- 1918 : Der Weltspiegel
- 1918 : Die Rothenburger
- 1918 : Die tolle Heirat von Laló
- 1919 : Mister Wu (Mr. Wu)
- 1919 : Misericordia
- 1919 : Mein Wille ist Gesetz
- 1919 : Marionetten der Leidenschaft
- 1919 : Kitsch
- 1919 : Die Herrenschneiderin
- 1919 : Der Terministenklub
- 1919 : Der Herr über Leben und Tod
- 1919 : Seelenverkäufer
- 1920 : Tötet nicht mehr
- 1920 : Oliver Twist
- 1920 : Niemand weiß es
- 1920 : Das lachende Grauen
- 1921 : L'Idiot (Der Dummkopf)
- 1921 : Le Rail (Scherben)
- 1921 : Grausige Nächte
- 1922 : Aus den Erinnerungen eines Frauenarztes - 1. Fliehende Schatten
- 1922 : Aus den Erinnerungen eines Frauenarztes - 2. Lüge und Wahrheit
- 1922 : Au Bonheur des Dames (Zum Paradies der Damen)
- 1923 : Weltspiegel
- 1924 : La Nuit de la Saint-Sylvestre (Sylvester)
- 1926 : Karl Hau
- 1926 : Le Canard sauvage (Das Haus der Lüge)
- 1926 : La Casemate blindée (Das Panzergewölbe)
- 1928 : Une nuit à Londres (Eine Nacht in London)
- 1929 : La Fin de Napoléon à Sainte-Hélène ou Sainte-Hélène (Napoleon auf St. Helena) sur un scénario d'Abel Gance
- 1931 : Gassenhauer
- 1931 : Les Quatre Vagabonds (version française du précédent)

### Comme producteur
- 1923 : La Péniche tragique (Stadt in Sicht) de Henrik Galeen

## Crédit d'auteurs
- (de) Cet article est partiellement ou en totalité issu de l’article de Wikipédia en allemand intitulé « Lupu Pick » (voir la liste des auteurs).